# デューク・エイセス
デューク・エイセス（英語：Duke Aces）は、1955年から2017年の62年間活動した、男性4人の日本の重唱団（コーラスグループ）の一つ。
デューク・エイセスとは選りすぐられた公爵という意味。中黒を用いない「デュークエイセス」の表記も見られる。

## 概要
黒人霊歌や「にほんのうた」シリーズなどをレパートリーとしているほか、ジャズコーラスグループとしても活動。同じメンバー構成のコーラスグループであるボニージャックスやダークダックスとは、共同でショーの開催もしていた。

### 解散
2017年5月に年内をもって解散することを発表し、同年12月13日にNHK総合ごごナマで最後のテレビ生出演、12月21日に東京・メルパルクホール（メルパルク東京）でラストコンサートを行い解散。62年間の活動に幕を降ろした。

## メンバー
立ち位置は、ダークダックス同様、向かって左から右に高音→低音となっている。

### 解散時のメンバー
高音→低音の順。
大須賀ひでき（おおすが ひでき、1956年11月30日 - ）
現在68歳。東京都新宿区出身。血液型 B型。干支 申年。星座 射手座。愛称 ヒデキ。担当パートは、トップ・テナー。立ち位置は一番左。2009年7月、病に倒れた飯野知彦の代役として加入し、その後正式メンバーとして加入。
岩田元（いわた げん、1969年10月31日 - ）
現在56歳。東京都出身。血液型 O型。干支 酉年。星座 さそり座。愛称 ゲンチャン。担当パートは、セカンド・テナー。立ち位置は左から2番目。脳梗塞で倒れた吉田一彦の代役を務めてきたが、吉田一彦が引退を表明したため、2015年3月に正式メンバーとして加入。岩田元がスケジュールのため、吉田一彦の代役として、デューク・エイセスに参加できない場合は、大須賀ひできとミュージカルで共演した小西のりゆきが吉田一彦、岩田元の代役を務めた。
谷道夫（たに みちお、1934年11月8日 - ）
現在90歳。宮崎県出身。宮崎県立宮崎大宮高等学校卒業。血液型 O型。干支 戌年。星座 さそり座。愛称 ミーチャン。担当パートは、ベース→バリトン。2代目リーダー立ち位置は右から2番目。結成当時からのメンバーで、槇野義孝の加入以前はベースを担当。槇野義孝の加入後は、槇野義孝のキーの関係上、ベース→バリトン。1960年からは和田昭治に代わり、解散までリーダーを務める。現在コーラス教室の講師も行っている。祖父の桑原節次は、1934年制定の初代『宮崎県民歌』（作曲：古関裕而）を作詞した。ダークダックスのバリトン、喜早哲と誕生日が同じ。
槇野義孝（まきの よしたか、1936年2月24日 - ）
現在89歳。新潟県新潟市出身。血液型は、A型。干支 子年。星座 魚座。愛称 トノサン。立ち位置は一番右。明治大学工学部卒業。担当パートは、ベース。1958年、バリトンだった大屋剛人の後任として加入したが、キーの関係上、ベース。1972年頃まで名字が「真木野」表記だった。万年筆、車の愛好家であり、その方面で著名である。また写真家の濱谷浩は叔父にあたり、濱谷浩は、『「にほんのうた」シリーズ』のレコードジャケットの写真を担当した。ダークダックスの「ゾウさん」こと、遠山一、ボニージャックスの「のぼさん」こと、玉田元康に田代美代子という組みあわせで「三大テノール」（ルチアーノ・パヴァロッティ、プラシド・ドミンゴ、ホセ・カレーラス）ならぬ「三大バス」ツアーという形式でコンサートを行うこともある。

### 解散前に脱退したメンバー
和田昭治（わだ しょうじ、1928年5月8日 - 2014年4月19日）
担当パートは、セカンド・テナー。ただし、トップ・テナーと誤表記されている物もある。東京都出身。干支 辰年。星座 牡牛座。初代リーダー。1955年にデューク・エイセスを結成し約6年間リーダーとして活躍した後、作曲家に転進し、数々のCMソングを世に残す。「サントリーレッド」「トリスビール」「湖池屋ポテトチップス」「バネットライオン」など、その数は約800曲に上る。また中村八大とともにNHK総合の若者向け音楽番組『ステージ101』の音楽監督を番組放送開始の1970年1月から1972年4月まで務め、レギュラー出演グループであるヤング101の歌唱指導を行って「ワンツーおじさん」の愛称で準レギュラー出演した。晩年は都内でボイストレーナーとして指導していた。指導したグループや門下生はジャッキー吉川とブルーコメッツ、ザ・ワンダース、ダウン・タウン・ブギウギ・バンド、少年隊をはじめ数知れず、日本のポピュラーソング界に大きな足跡を残した。離脱後もデューク・エイセスOBとしてコンサートにゲスト出演したことがあり、その際には喝采を浴びた。後任は小保方淳。リーダーの後任は谷道夫。2014年死去。享年85。
川上道夫（かわかみ みちお）
担当パートは、トップ・テナー。東京都出身。デューク・エイセス結成時のメンバー。デューク・エイセス以前は「ジャズのど自慢」に常勝出場者として出演していたセミプロ。進駐軍巡りのハードスケジュールがたたってのどを壊し、1957年に離脱。後任は吉田一彦。
大屋剛人（おおや のりと）
担当パートは、バリトン。東京都出身。川上道夫同様、デューク・エイセス以前はジャズのど自慢常勝出演のセミプロ。芸能界引退（その後平凡社に入社）のため、1958年に離脱。後任は槇野義孝だがキーの関係などから、それまで大屋剛人のパートだったバリトンを谷道夫が担当することとなった。
小保方淳（おぼかた じゅん、1934年6月3日 - ）
干支 戌年。星座 双子座。愛称 ピノキオ。担当パートは、セカンド・テナー→トップ・テナー。加入当初はセカンド・テナーだったが、のちに吉田一彦とパートを交代し、脱退までトップ・テナーになる。ロイヤルナイツを経て、和田昭治の後任として加入。本人の加入後、「おさななじみ」などの歌謡曲のヒットでデューク・エイセスの人気は高まりはじめる。甘い美声で人気を博し、多くのレコーディングにも参加したが、方向性の違いからデューク・エイセスを円満離脱、谷口安正と交代する。脱退後はボーカル・ショップに参加。ボーカル・ショップ解散後はソロ活動を行っている。後任は谷口安正。
谷口安正（たにぐち やすまさ、1939年6月28日 - 1990年12月31日）
長崎県諫早市出身。血液型 B型。干支 卯年。星座 かに座。愛称 ヤスボウ。立ち位置は一番左。青山学院大学英文学科卒業。担当パートは、トップ・テナー。在学中はグリーンハーモニー合唱団指揮者としても活躍するなど、すでに音楽関係者の間では名が知れわたっていた。卒業直前にパーティーで競演したデューク・エイセスから乞われるかたちで学校卒業後の1964年5月に加入。加入の際には当時デューク・エイセスがレギュラー出演していた「夢であいましょう」にて、デューク・エイセスの持ち歌である黒人霊歌を1番を小保方淳、2番を谷口安正が歌うというかたちでメンバー変更を全国に知らせた。四半世紀にわたりトップ・テナーを担当し、デューク・エイセスの黄金時代を支えた。1990年12月、自宅で脳出血で倒れ急逝。満51歳。後任は飯野知彦。
飯野知彦（いいの ともひこ、1953年5月6日 - 2009年11月20日）
群馬県前橋市出身。血液型 O型。干支 巳年。星座 牡牛座。愛称 トモさん。東京芸術大学卒業。担当パートは、トップ・テナー。立ち位置は一番左。脳出血で倒れた谷口安正の急逝により、以前より縁があったデューク・エイセスから後任の打診を受け、イタリアミラノ留学を中断し帰国。1991年加入。2008年に胃がんが発覚し治療を受け回復するものの、2009年1月に転移が発覚。通院治療を行いながら活動したが、同年6月15日に自宅で倒れて入院以来約1か月意識不明の状態に陥っていた。早期の復帰が困難とみられることから、事務所および家族が話し合い、55周年目前にグループを一旦離脱というかたちになった。意識回復後はリハビリに取り組むなど復帰を目指していたが、2009年11月20日、胃がんのため死去、享年56。後任は大須賀ひでき。5月21日に大阪厚生年金会館で行われた「BS日本・こころの歌」（BS日テレ）の公開収録が最終出演。
吉田一彦（よしだ かずひこ、1936年1月25日 - 2020年2月9日）
大阪府八尾市出身。血液型 O型。干支 子年。星座 水がめ座。愛称 カイチョー。担当パートは、トップ・テナー→セカンド・テナー。立ち位置は左から2番目。加入当初はトップ・テナーだったが、小保方淳とパートを交代し、その後引退までセカンド・テナーを担当した。俳優の大木実の下で書生生活を送っていた1957年に加入。デューク・エイセスが50周年を迎えた2005年以後は、ソロ歌手としての活動も行っている。2014年に脳梗塞を発症し復帰に向けて治療を続けてきたが、2015年3月に芸能界引退を発表した。後任は岩田元。2020年2月9日9時18分、肺炎のため東京都渋谷区の病院で死去。享年84。2020年7月28日の「徹子の部屋」上半期追悼特集にて、吉田一彦の追悼が放送された。

## 代表曲

### 「にほんのうた」シリーズ
「にほんのうた」シリーズは1966年から1970年にかけて東芝音楽工業から発表された曲である。作詞は永六輔、作曲はいずみたくが担当した。日本各地を二人が旅をして、その土地の風情を織り込んだオリジナルのご当地ソングで、第8回日本レコード大賞の企画賞および第10回特別賞を受賞している。以下の曲はいずれもこのシリーズの収録曲である。デューク・エイセスもスケジュールの合間を縫って旅に同行した。
- いい湯だな（群馬）：ザ・ドリフターズの歌唱で有名だが、草津温泉ほかの群馬県内の温泉を歌ったこちらがオリジナルである。また、群馬は、飯野知彦の出身地である。
- 女ひとり（京都）：「京都 大原 三千院」の歌い出しで有名。歌詞の恋に疲れた女が着ていた着物（結城に塩瀬の素描の帯、大島紬につづれの帯、塩沢がすりに名古屋帯）は永六輔の妻が当時着ていたものをモチーフにしている。
- フェニックス・ハネムーン（宮崎）：日南海岸等での新婚旅行風景の紹介映像では定番のBGMだった。現在は宮崎駅の接近メロディー・発車メロディーに採用されている。また、宮崎は、谷道夫の出身地である。
- 筑波山麓合唱団（茨城）：「ガマはガマでも四六のガマ」の歌詞に続いてのカエルに扮したメンバーの歌唱で有名である。

### テレビ主題歌・挿入歌
- わんわん忠臣蔵：主題歌「わんわん行進曲（わんわんマーチ）」
- 鉄人28号：主題歌「鉄人28号」
- 遊星少年パピイ：主題歌「遊星少年パピイ」
- 遊星仮面：主題歌「遊星仮面」
- 忍者部隊月光：主題歌「忍者部隊月光の歌」
- ララミー牧場：主題歌「ララミー牧場」
- ジャングル大帝：挿入歌「ブラック フォア（4ひきの黒ひょう）」/「ふくろうの子守唄」
- 忍風カムイ外伝：挿入歌「白いつばめ」
- おさななじみ：NHK『夢であいましょう』の中で、1963年（昭和38年）6月の「今月の歌」として作られた。後年、続編として「続・おさななじみ」（1970年発売『おさななじみ/続・おさななじみ』にてディスク化）「おさななじみ〜その後〜」（2010年発売『デューク・エイセス55周年記念盤』にてディスク化）も作られた。
- 遠くへ行きたい：主題歌「遠くへ行きたい」
- 近くへ行きたい：『めちゃ×2イケてるッ!』内の、同名の旅番組パロディコーナーのために歌われた。
- 坊っちゃん (1980年版)：主題歌「酔歌」/「東西南北」
- 海にかける虹〜山本五十六と日本海軍：1983年1月2日にテレビ東京で放映した『12時間超ワイドドラマ』の主題歌「そして大和」
- 地域発ドラマ『宮崎のふたり』2016年10月19日、NHK BSプレミアム、制作：NHK宮崎放送局）：挿入歌「フェニックス・ハネムーン」[9]
- NHK『みんなのうた』：全15曲を歌唱、曲目の詳細は下記を参照のこと。

### CMソング
- 光る東芝の歌（東芝）：「東芝日曜劇場」オープニング
- モクセイの花（日本生命保険）
- ハッピーじゃないか（日清食品 カップヌードル）：笠井紀美子のバックコーラス
- サントリーレッド：「世の中は」篇、「友を呼ぶ」篇
- パンシロンの歌（ロート製薬）：十朱幸代と共演
- 笑顔でこんにちは（湊組）：1978年 - 1991年[注釈 4]
- かに道楽（キダ・タローの作曲としても知られる）
- いづもや（上に同じ）
- 新世界（コカ・コーラ）：シンガーズ・スリーと共演
- 明治ハイポリック だめなのよ！（明治製菓）
- パパ好みの歌
- 新三共胃腸薬（現：第一三共胃腸薬）（サウンドロゴ）
- 白鶴 (サウンドロゴ)
- バスクリン
- かまぼこは傑作だ（新潟 堀川蒲鉾）
- 別府杉の井ホテル
- 晩餐館 （日本食研）
- 私たちコーラス一筋43年（NTTドコモ）
- 兼六米（新田商事）
- 大一家具
- ニッコーサラダ油
- 心の酒・岩手川（岩手川 現在は廃業）
- 奥比叡ドライブウェイのうた（比叡山ドライブウェイ）

### テーマソング・社歌・市歌
- 千林商店街テーマソング：大阪市旭区の千林にある商店街のテーマソング。10分に1回、商店街一帯に流れている。
- 551蓬莱 社歌
- おもちゃのあおきのテーマ（おもちゃのあおき）1970年制作　今でも店内ミュージックやTVCMソング、西肥バスの委託会社であるさせぼバスの案内放送CMとして流れている。
- お好み焼徳川のテーマ（東洋観光グループ・お好み焼徳川）1975年にCM開始し、現在でも流れている。
- ライフコーポレーション 社歌「マイマイハッピーライフ」
- EMIミュージック・ジャパン 社歌「青い空に歌おうよ」
- CSK社歌、CSKズッコケ音頭 - 2曲共に非売品CD『CSKのうた』に収録された。
- 川越百万灯夏祭りテーマソング「ふれあいサンバKAWAGOE」
- 九州旅客鉄道 野球部応援歌「鉄路轟轟」
- 草加市 市歌「想い出はいつも」
- 木更津市 盆踊り唄「やっさいもっさい」(歌唱担当)
- 君津市 「君津市民の歌」
- 浦安市 市歌「海と緑のまち 浦安市民の歌」
- 名張市 市民の歌「あなたとわたし」市政25周年記念
- 綾瀬市 市歌「綾瀬市民の歌」
- 江別市 100年記念「江別市民音頭（江別のびのび音頭）／風はみどり」
- ああ尼崎市民家族：尼崎市市制70周年記念制作曲。FM aiai平日正午の時報を兼ねて放送される。また尼崎市バスの車内放送において、終点到着時のみインストゥルメンタルが流れていた（同事業者の阪神バス路線移譲後は消滅）。
- アブダビ石油 「ガルフブルース」 海外赴任の社員のために、自主製作版として制作された。
- セコム社歌

その他に、下記で紹介する黒人霊歌やジャズコーラス、坂本九の『見上げてごらん夜の星を』のカバーや日本の唱歌なども多く歌っている。

## ディスコグラフィー
※1960 - 1973年：東芝音楽工業（東芝レコード）、1973 - 2007年：東芝EMI（東芝レコード）、2007 - 2013年：EMIミュージック・ジャパン（EXPRESS）、2014 - 2021年：ユニバーサル ミュージック ジャパン（USMジャパン）より発売

### シングル
- 寿限無の嘆き/与太郎の歌（1960年、JP-1217）
- ジングルベル/聖しこの夜（1961年、JP-5082）
- さらば恋人よ/さいはて慕情（1962年、JP-5146）
- 一番星はどんな星/峠の我家（1962年、JP-1366）
- ベルリンの街角で/アテネの恋唄（1962年、JP-5112）
- 生きる歓び/青春の歌（1962年、JP-5127）
- 大脱走のマーチ/涙のサベリン（1963年、JP-5243）
- おさななじみ/上を向いて歩こう（1963年、JP-1620）
- 男なら/アラビアの唄（1963年、JP-1630）
- 花はどこへいった/ドナ・ドナ・ドーナ（1964年、TR-1067）
- ドリーム・ファイブ/ジャワの夜は更けて（1964年、TR-1098）
- 花はどこへいった（1964年、東芝音楽工業、TP-7034）
- イビキの歌/死んだ男の残したものは（1964年、TP-2314）
- 平和の誓い/レモン・トゥリー（1964年、TR-1131）
- 夜更けのブルース/500マイルもはなれて（1964年、TP-1011）
- 山々よぼくらの山よ/あの涙（1965年、TP-1044）
- みなさん山でおやすみ/思い出は涙だけ（1965年、TP-1055）
- おさななじみ/上を向いて歩こう（1965年、TP-1163）
- すてきな門出/愛のよろこび（1965年、TP-2427）
- オランダ坂をのぼろう（長崎）/十和田の底に（青森）（1965年、TP-1091）
- 君が若者なら/息子への手紙（1965年、TP-1108）
- 女ひとり（京都）/ぼた山（福岡）（1965年、TP-1117）
- 隠岐の鈴（島根）/チャウチャウ（大阪）（1965年、TP-1165）
- 黒部四代（富山）/ホッファイホウ（北海道）（1965年、TP-1185）
- 銀杏並木（大阪）/いい湯だな（群馬）（1966年、TP-1202）
- ひかり知らずに/一番星はどんな星（1966年、TP-1227）
- 別れた人と（兵庫）/ロッコン・ロール（山梨）（1966年、TP-1247）
- 困るぞなモシ（愛媛）/うるめいわしの歌（高知）（1966年、TP-1292）
- 君の故郷は（東京）/こけしの唄（宮城）（1966年、TP-1320）
- 燃えろ若者（鹿児島）/涙は真珠（三重）（1966年、TP-1342）
- 酒はあわもり（沖縄）/ここはどこだ（沖縄）（1967年、TP-1393）
- 紺がすり（秋田）/フェニックス・ハネムーン（宮崎）（1967年、TP-1411）
- ボストンの恋/ポーク・ソング（1967年、TP-1477）
- ひとり旅（石川）/港のためいき（神奈川）（1967年、TP-1471）
- ボーイズ・ビィ・アンビシャス（北海道）/茶　茶　茶（静岡）（1967年、TP-1511）
- 東京のせがれ（新潟）/帰ろう港へ（千葉）（1968年、TP-1576）
- おさななじみ/雪の降る町を（1968年、TP-1627）
- 一人聴く雨/わからないうた（1968年、TP-1654）
- 終電車のブルース（埼玉）/風が消していく（鳥取）（1968年、TP-1655）
- 我等の庄助さん（福島）/奈良の鐘（奈良）（1968年、TP-2073）
- おいらのふるさと/ジャンケン仲間（1968年、TP-2091）
- 岬にきました（和歌山）/ベリョースカ（北海道）（1969年、TP-2124）
- 飲むんだったらコーヒー/愛のコーヒー（1969年、TP-2135）
- この橋を渡ったら（山口）/クンビーラ大権現（香川）（1969年、TP-2160）
- 煙と汽車と僕の夢/月夜の出来事（1969年、TP-2187）
- マンボ鵜（岐阜）/潮風の中で（大分）（1969年、TP-2194）
- 伝説の町（広島）/踊り疲れて（徳島）（1969年、TP-2216）
- 僕達の道を（愛知）/初恋の人は（佐賀）（1969年、TP-2217）
- 筑波山麓合唱団（茨城）/明日の故郷（東京）（1970年、TP-2270）
- おさななじみ/続おさななじみ（1970年、TP-2344、TPｰ10238）
- 手にハンマーを/去っていく男（1971年、TP-2487）
- 北国は寒いだろう/一人聴く雨（1971年、TP-2518）
- 少年の唄/プカ・ブン・ブン（1971年、TP-2752）
- 雪を降らせる人/私の天気図（1974年、TP-20011）
- いきいき音頭/インナートリップの歌（1974年、TP-20023）
- 邪馬台への道/濡れにぞ濡れし（1976年、TP-20256）
- ―にほんのうた―　フェニックス・ハネムーン/紺がすり（1976年、TP-10071）
- ―日本の歌―・西郷隆盛百年展記念　泣かない男/燃えろ若者（1976年、TP-10074）
- 恋はトマト色/いつもの小道で（1976年、TP-10116）
- ―にほんのうた― いい湯だな/銀杏並木（1977年、TP-101239）
- カリブの夢[注釈 5]/愛の挽歌（1977年、TP-10255）
- ―日本の歌―　浅草はぐれ鳩/ユーカリの唄（1977年、TP-10315）
- あゝテンポイント〜悲運の名馬〜（1978年、TP-10382）
- ハルピン1945年/そして誰もいなくなった（1978年、TP-10451）
- 愛のエンターティナー/ムーンライト・ベイ（1980年、TP-17001）
- 美しい親友に/酔いどれ同盟（1981年、TP-17140）
- NICE HEART NICE PEOPLE/幸せどんどん逃げてゆけ（1981年、TP-17186）
- 京都夢かざり/はじめてのひと（1981年、TP-17216）
- 海にかける虹/そして大和（1982年、TP-17437）
- 野風増/YOU YOU YOU（1985年2月1日、TP-17684）
- 星の旅人たち/人生を愛した君に・・・（1987年、RT07-2041）
- 筑波山麓合唱団（1987年、RT07-2047）
- シューティング・ヒーロー/みなとまつり（1988年、TP-17863）
- ふりふり寝たふり/野風増'91（1991年、TODT-2724）
- 踊れボンボン（1999年、YTE-0002）
- あなたが歌えば/はるなつあきふゆ（1994年、TODT-3221）
- あの子はどこへいったやら（1999年8月25日、KHO‐1001）
- 不景気なんか吹っ飛ばせ（2001年、TOST-9041）
- きょうも茶ッピーエンド（みんなのうた）（2003年、TOCT-0908）
- 生きるものの歌/友よさらば（2014年10月22日、UPCH-80460）
- 新しい歌/鉄腕アトム Readymade Sir Duke mix（2017年12月20日、JS7S186)

### アルバム
- ムード・イン・トーキョー第一集（1958年、U-2001）
- デューク・シング・シング（1960年、LV-148）
- 浜辺の歌（女学生愛唱歌集）（1961年、JP0-1119）
- アドリブ民謡（1961年、SKF-40）
- デューク・エイセスのすべて（1962年、JP0-1145）
- デューク・エイセスフォスターを歌う（1962年、JP0-1218）
- 山のうたごえ（1963年、JP0-1259）
- デューク・エイセス　ウエスタンを唄う（1963年、JP0-1312）
- 戦友（1963年、JP0-1315）
- おさななじみ（デュークの歌うヒット歌謡集）（1964年3月20日、TR-7001）
- デューク・エイセスのすべて（1965年、TP-7058）
- 君が若者なら（1966年、TP-7095）
- にほんのうた（1966年、TP-7130）
- にほんのうた　第二集（1967年、TP-7215）
- 栄光のデューク・エイセス（1968年、TP-8039）
- にほんのうた　第三集（1969年、TP-7295）
- にほんのうた　第四集（1969年、TP-7359）
- ベスト　オブ　デューク・エイセス（1970年、TP-7414）
- フォーク・エイセス（1970年、TP-7390）
- デューク・エイセス15周年リサイタル（1971年、TP-8556〜7）
- 遠くへ行きたい（若者たちのうた）（1971年、TP-8076）
- いずみたくリサイタル（1971年、ETP-8072）
- 三木鶏郎ソングブック（1971年、ETP-8113）
- にほんの民謡（1971年、TP-8126）
- 秋場所デューク・エイセス（1972年、TP-8162〜3）
- にほんの民謡（1972年、TP-8186）
- デューク・エイセス　ゴールデン・ディスク（1972年、TP-9090）
- スターと共に デューク・エイセス ゴールデン・ディスク（1973年、TP-7707〜8）
- ファンタスティックコーラス　デューク・エイセスのすべて（1973年、TP-92011Z）
- デューク20シリーズ　デューク・エイセス 博覧会'75（1973年、TP-9090）
- デューク・エイセス18年目のコンサート（1974年、TP-8283〜4）
- デューク20シリーズ デューク・エイセス 気象台（1974年、TP-9108）
- デューク20シリーズ デューク・エイセス 衣装箱（1974年、TP-72004）
- 焼跡のジャズメドレーVol.1～2（1975年、TP-72078～79）
- デューク20シリーズ デューク・エイセス 望郷抄（1975年、TP-72095）
- デューク・エイセス 20周年リサイタル（1975年、TP-60085〜6）
- ベスト・オブ・デューク・エイセス（1976年、TP-72146）
- 日本の歌（にほんのうた）第一集（1976年、TP-72163）
- 日本の歌（にほんのうた）第二集（1976年、TP-72224）
- 日本の歌（にほんのうた）第三集（1977年、TP-72271）
- 生誕100年記念 瀧 廉太郎 作品集（1979年、TP-60329）
- 宇宙への旅路 A WONDERFUL WORLD OF DUKE ACES（1980年、TP-90009）
- サークル・ゲーム（1980年、TP-80136）
- コーラスの仲間たち　―ビバ！！コーラス―（1980年、TP-72336〜7）
- ザ・ベスト・オブ・デューク・エイセス（1981年、TP-72357〜8）
- デューク・エイセス 25周年リサイタル（1981年）
- 素晴らしいコーラスの世界（1981年、TP-90129）
- DUKE MEETS CONCORD JAZZ ALL STARS（1981年）
- 焼跡のジャズ（1982年、TP-60423〜4）
- スペシャル・ベスト・オブ・デューク・エイセス（1982年、TP-60437）
- DUKE ACES GOLDEN BEST 20（1988年、CT32-5096）
- DUKE ACES/WONDERFUL TIME（1988年、CT32-5168）
- Wonderful Time U.K. Yesterday and Today（1990 TOCT-5649）
- にほんのうた　第一集～第四集（1992年、TOCT-6641～44）
- 新世界（1992年、TOCT-6627）
- DUKE BOX '95 40周年記念アルバム（1995年、TOCT-9421〜2）
- マジック・サンドイッチ1 〜いいうたみつけた〜（1996年、TOCT-9424）
- ワンダフル・タイム　OLD AMERICAN FAVORITE SONGS（1996年、TOCT-9612）
- ワンダフル・タイム　デューク・エイセス狂想曲（1996年、TOCT-9613）
- DUKE Meets CONCORD JAZZ ALL STARS（1996年9月19日、TOCT-9615）
- マジック・サンドイッチ2 〜あこがれをだいて〜（1997年、TOCT-9864）
- コーラス図鑑1（1997年、TOCT-9950）
- オリジナル・パレード（1997年、TOCT-9951〜2）
- 新世界（1999年、TOCT-10670）
- デューク・エイセス・45（2000年、TOCT-24414）
- デューク・エイセス ベスト30（2004年、TOCT-0271-2）
- デューク・エイセス 50（2005年、TOCT-11007）
- おさななじみ デュークの歌うヒット歌謡集（2008年、TOCT-26672）
- デューク・エイセス 55周年記念盤（2010年1月20日、TOCT-26955-6）
- 雪月花…宴（2012年、DUKE-0052）
- にほんのうた（2012年7月25日、TOCT-19023-4）
- 世界のうた デューク・エイセス スタンダードを歌う（2012年7月25日、TOCT-19025-6）
- おさななじみ＋フォーク・エイセス（2013年、TYCN-60026‐7）
- 結成60周年記念 感謝還暦（2014年10月22日、UPCH-20460）
- デューク・エイセス CM WORKS（2015年8月26日、UPCY-7036）
- デューク・エイセス 60周年記念盤（2015年7月15日、UPCY-7060）
- デューク・エイセス 珠玉のライヴ 1962-2016（2017年1月21日、CCD930-932）
- こころに響く日本の歌19（2017年3月28日、SHJS-119 CDマガジン）
- ゴールデン☆ベスト デューク・エイセス（2017年11月22日、UPCY-7452）

### DVD
- 時計が回れば デューク・エイセス45周年記念 1500曲マラソンコンサート ゴールイン！（2002年3月27日、TOBH-1039）

## テレビ
- 夢であいましょう（NHK総合）
- 昭和とんちんかん（日本テレビ、1967年2月6日 - 4月10日）レギュラー
- こんにちわバラエティ（日本テレビ、1969年4月6日 - 9月28日）レギュラー
- 夢の館 あなたとデューク（毎日放送、1974年10月5日‐1975年3月29日）レギュラー
- なんでもQシリーズ（ザ・クリケッツ）
- NHK歌謡コンサート（NHK総合）
- 思い出のメロディー（NHK総合・ラジオ第1）
- ときめき夢サウンド（NHK総合）
- BS日本のうた（NHK BS2）
- 歌の楽園（テレビ東京、2011年1月9日、23日）出演
- BS日本・こころの歌（BS日本)一時期準レギュラー

## NHK紅白歌合戦出場歴
| 年度/放送回               | 曲目                   | 対戦相手           |
| ------------------------- | ---------------------- | ------------------ |
| 1962年（昭和37年）/第13回 | ドライ・ボーンズ       | スリー・グレイセス |
| 1963年（昭和38年）/第14回 | ミスター・ベース・マン | ザ・ピーナッツ     |
| 1964年（昭和39年）/第15回 | A列車で行こう          | 坂本スミ子         |
| 1965年（昭和40年）/第16回 | キャラバン             | ザ・ピーナッツ     |
| 1966年（昭和41年）/第17回 | 君の故郷は             | 伊東ゆかり         |
| 1968年（昭和43年）/第19回 | いい湯だな             | 梓みちよ           |
| 1969年（昭和44年）/第20回 | 筑波山麓合唱団         | 由紀さおり         |
| 1970年（昭和45年）/第21回 | ドライ・ボーンズ       | ちあきなおみ       |
| 1971年（昭和46年）/第22回 | 『にっぽんのうた』から | 加藤登紀子         |
| 1992年（平成4年）/第43回  | 見上げてごらん夜の星を | 梓みちよ           |

## NHKみんなのうた出演歴
▲はラジオのみの放送。
| 初放送                                         | 曲目                                    | デュエット             | 再放送 | 映像 |
| ---------------------------------------------- | --------------------------------------- | ---------------------- | --- | ---- |
| 1961年（昭和36年）4月 - 5月                    | 登山電車 (フニクリフニクラ)（1961年版） | （なし）               | 2021年（令和3年）3月▲ | 無し |
| 1967年（昭和42年）2月 - 3月                    | ゆかいな行進                            | シンギングエンジェルス | 2020年（令和2年）2月 - 3月▲ | 無し |
| 1969年（昭和44年）2月 - 3月                    | ついてないときのうた                    | 中山千夏               | 2016年（平成28年）2月 - 3月▲ | 無し |
| 1970年（昭和45年）2月 - 3月                    | あいつ                                  | （なし）               | （なし） | 無し |
| 1971年（昭和46年）2月 - 3月                    | そんな思い出が                          | （なし）               | （なし） | 有り |
| 1973年（昭和48年）2月 - 3月                    | ちいさな汽車                            | （なし）               | 1974年（昭和49年）6月 - 7月 発掘スペシャルVol.2 2023年（令和5年）8月 - 9月▲                                                                          | 有り |
| 1974年（昭和49年）2月 - 3月                    | デンデン虫のデン子さん                  | （なし）               | 1974年（昭和49年）12月 - 1975年（昭和50年）1月 2012年（平成24年）12月 - 2013年（平成25年）1月▲ 2015年（平成27年）6月- 7月 2022年（令和4年）4月 - 5月 | 有り |
| 1975年（昭和50年）2月 - 3月                    | カッパのクィクォクァ                    | 一谷伸江               | 2016年（平成28年）2月 2023年（令和5年）10月 - 11月▲                                                                                                  | 有り |
| 1979年（昭和54年）12月 - 1980年（昭和55年）1月 | ヒュルルジンジンからっ風（1979年版）    | （なし）               | 1988年（昭和63年）12月 - 1989年（平成元年）1月▲ 2007年（平成19年）2月 - 3月▲ 発掘スペシャルVol.5 2017年（平成29年）12月 - 2018年1月▲                 | 有り |
| 1980年（昭和55年）8月 - 9月                    | デッカイ トット マーチ                  | （なし）               | 1987年（昭和62年）4月 - 5月 2014年（平成26年）8月 - 9月 2019年（令和元年）6月7日・7月5日                                                             | 有り |
| 1983年（昭和58年）8月 ‐ 9月                    | 夢みる子ねこ                            | （なし）               | 2017年（平成29年）8月 ‐ 9月 2023年（令和5年）6月 ‐ 7月                                                                                               | 有り |
| 1985年（昭和60年）4月 - 5月                    | みんなおやすみ                          | （なし）               | 1986年（昭和61年）6月 ‐ 7月 2020年（令和2年）6月 ‐ 7月▲                                                                                              | 有り |
| 1986年（昭和61年）4月 - 5月                    | シューティング・ヒーロー                | （なし）               | 1989年（平成元年）8月 2001年（平成13年）4月 - 5月▲                                                                                                   | 有り |
| 1996年（平成8年）4月 - 5月                     | 夢のまほう                              | しゅうさえこ           | 2006年（平成18年）4月 - 5月 2019年（令和元年）6月21日・7月19日                                                                                       | 有り |
| 2002年（平成14年）12月 - 2003年（平成15年）1月 | きょうも茶ッピーエンド                  | （なし）               | 2020年（令和2年）12月 - 2021年（令和3年）1月 2023年（令和5年）2月 - 3月                                                                              | 有り |